# Ключ на старт!
Ключ на старт! — команда для запуска ракеты, ставшая нарицательной после выхода космического корабля Восток-3А с Юрием Гагариным на орбиту.

## История
Фрагмент переговоров Юрия Гагарина и Сергея Королёва из документальной Записи переговоров Ю. А. Гагарина с пунктами управления от момента посадки в кабину корабля-спутника «Восток» до приземления:

Чекунов Б.С. — оператор пуска космодрома Байконур

-	Заря 1: Ключ на старт! Дается продувка.
-	Кедр: Понял Вас.
Самым знаменитым исполнителем данной команды являлся Борис Семенович Чекунов — оператор пуска, в обязанности которого входил поворот ключа по команде «Ключ на старт!» и нажатие кнопки «Пуск». Именно с «его руки» начинались полеты ракеты Р-7, выведшей первый в мире искусственный спутник Земли Спутник-1 на орбиту в 1957 году, Юрия Гагарина и Германа Титова.
Борис Чекунов вспоминал:

Но вот спутник уже на орбите, и я, как миллионы других, услышал: «Бип-бип!». Хоть и готовился к этому, а удивление меня взяло: «Летает! Летает, черт возьми! И не падает на Землю!». И понял я, что Р-7 приковала меня к Байконуру на долгие-долгие годы…

## Циклограмма пуска
После команды «Ключ на старт» при помощи поворота ключа запуск ракеты переводится в автоматический режим. До рассматриваемой команды дается команда «Сброс ШО», означающая отрыв от головного обтекателя корабля заправочно-дренажной мачты, и команда «Минутная готовность», затем команда «Протяжка-1», после которой протягивается полоса бумаги, на которой на наземном пункте начинается запись данных о ракете.
Существует традиция дарения этого ключа космонавтам после благополучного совершения полета

## Отражение в искусстве и память
Ключ[какой?] хранится в Музее Константина Эдуардовича Циолковского в селе Ижевском.
Название команды носит информационно-образовательный портал «Роскосмоса» для детей. 

Она неоднократно упоминается в литературе и присутствует и в названиях произведений, посвященных истории космонавтики.